# Chialamberto
Chialamberto – miejscowość i gmina we Włoszech, w regionie Piemont, w prowincji Turyn.
Według danych na rok 2004 gminę zamieszkiwały 362 osoby, 10,3 os./km².